# Банк Литви
Банк Литви (лит. Lietuvos Bankas) — центральний банк Литовської Республіки.

## Функції

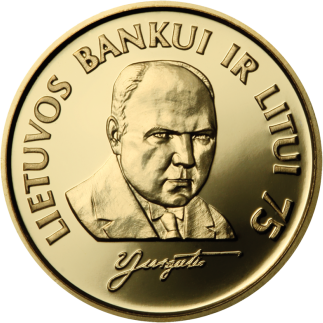
Пам'ятна золота монета 1 лит до 75-річчя Банку Литви

Банк Литви є органом нагляду за банками та іншими кредитними організаціями, що володіють ліцензіями Банку Литви. Банк Литви є членом Європейської системи центральних банків. Правовий статус і функції Банку Литви визначені Законом Литовської Республіки «Про Банк Литви».
Банк незалежний від Уряду Литви та інших державних установ. Основна мета визначена в підтримці стабільності цін. У функції банку входять
- емісія
- Формування і здійснення грошової політики
- Встановлення офіційного курсу литу і регулювання його відносин до інших валют
- Функції агента державної скарбниці

## Структура
Керівництво банком здійснює правління, яке утворюють голова, два заступники голови і два члени правління. Голови правління Банку Литви призначає Сейм Литви за поданням Президента країни. Заступників голови правління та членів правління призначає президент за поданням голови правління. З 16 квітня 2011 року головою правління Банку Литви є Вітас Васіляускас.

## Будівля
Банк розташовується в Вільнюсі в будинку, побудованому на Георгіївському проспекті у Вільні (нині проспект Гедиміна, за проєктом архітектора Вінценти Гурського в 1889-1891 роках на замовлення Юзефа Монтвілла як будівля Земельного банку. Неподалік на вулиці Тоторо з 1999 року розташовується Музей банку Литви з експозиціями, присвяченими банківській справі та нумізматиці (нині закритий на реконструкцію).